# Vidolasco
Vidolasco è la frazione settentrionale del comune lombardo di Casale Cremasco-Vidolasco, al cui nome contribuisce. Ha 479 abitanti.
vidolasco è attraversato dalla strada provinciale Vidolaschese

## Storia
La località è un piccolo borgo agricolo di antica origine, appartenente al territorio cremasco.
In età napoleonica, dal 1810 al 1816, Vidolasco fu frazione di Camisano, recuperando l'autonomia con la costituzione del Regno Lombardo-Veneto.
Nel 1861, all'unità d'Italia, il paese aveva 439 abitanti, saliti a 506 ad inizio del nuovo secolo. Il regime fascista lo annesse a Casale Cremasco nel 1934.